# جون درو
جون درو (بالإنجليزية: John Drew)‏ هو صحفي وسياسي أسترالي، ولد في 17 أكتوبر 1865 في أستراليا، وتوفي في 17 يوليو 1947 في برث في أستراليا. حزبياً، نشط في حزب العمال الأسترالي.